# 欧罗斯 (吉伦特省)
欧罗斯（法語：Auros，法語發音：[oʁɔs]）是法国吉伦特省的一个市镇，属于朗贡区。

## 地名
该地名“Auros”发音为[oʁɔs]，字母“s”发音，《世界地名翻译大辞典》与《世界地名译名词典》将其误译作“欧罗”。

## 地理
欧罗斯（44°29'44"N, 0°8'44"W）面积15.32 平方千米，位于法国新阿基坦大区吉倫特省，该省份为法国西南部沿海省份，是法國本土面积最大的省，北起滨海夏朗德省，西临大西洋，南至朗德省，东南接洛特-加龍省，东临多爾多涅省。
与欧罗斯接壤的市镇（或旧市镇、城区）包括：比约雅克、贝尔泰、布拉南、布鲁凯朗、夸梅尔、圣帕尔东德孔克、圣皮埃尔德蒙、萨维尼亚克。
欧罗斯的时区为UTC+01:00、UTC+02:00（夏令时）。

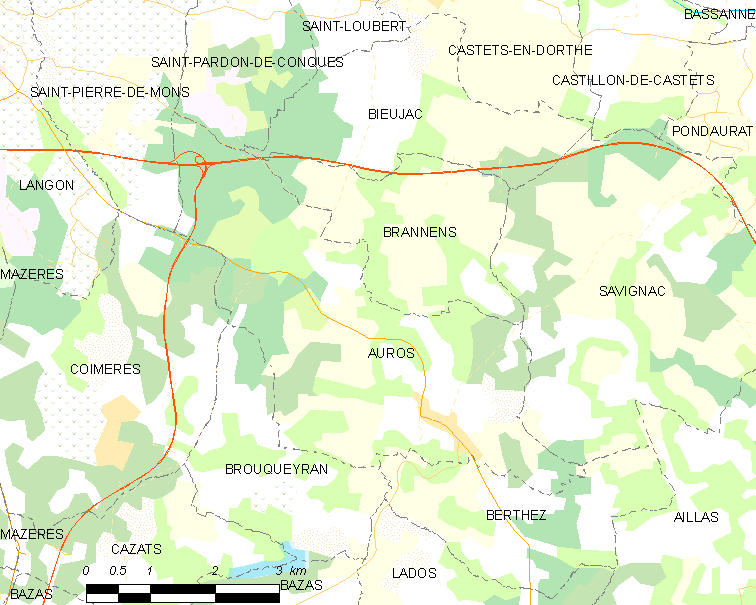
欧罗斯的OSM定位图

## 行政
欧罗斯的邮政编码为33124，INSEE市镇编码为33021。

## 政治
欧罗斯所属的省级选区为勒雷奥莱-莱巴斯蒂德县。

## 人口

1962-2008年间欧罗斯人口变化图示

欧罗斯于2022年1月1日时的人口数量为1046人。